# Братья Спраус
Дилан Томас Спраус и Коул Митчелл Спраус (англ. Dylan Thomas Sprouse & Cole Mitchell Sprouse; род. 4 августа 1992, Ареццо, Италия) — американские актёры, наиболее известные по роли близнецов в сериалах «Всё тип-топ, или Жизнь Зака и Коди» и «Всё тип-топ, или жизнь на борту».

## Биография
Близнецы родились в итальянском городе Ареццо, где их родители Мэттью Спраус и Мелани Райт преподавали английский язык в Тоскане. Дилан был назван в честь поэта Дилана Томаса, а Коул— в честь джазового певца и пианиста Ната Кинга Коула. Дилан на 15 минут старше брата.
Спустя четыре месяца семья вернулась в Америку, Лонг-Бич (Калифорния). В 1997 году их родители развелись, и братья остались жить с отцом и его новой женой. Первым крупным и сознательным актёрским опытом стала роль в фильме «Большой папа», где близнецы сыграли одного и того же героя (в соответствии с распространённой в США практикой приглашения детей-близнецов на одну роль, позволяющей преодолеть законодательные ограничения на продолжительность съёмочного дня для ребёнка). После этого им довелось сыграть ещё несколько небольших ролей, а настоящий успех пришел после ролей Зака и Коди в подростковом сериале «Всё тип-топ, или Жизнь Зака и Коди» в 2005 году. После удачных трёх сезонов стартовал сиквел «Всё тип-топ, или жизнь на борту», где братьям также были отведены главные роли.

## Личная жизнь
До 2010 года братья жили в Лос Анджелесе, вместе с отцом и мачехой. В семье близнецов было три собаки: Бубба (бульдог), который принадлежит Дилану и Коулу, Пинки, их отцу, и Карри (французский бульдог), их мачехе.

В 2010 году оба брата были приняты в Нью-Йоркский университет. Их первоначальным планом было начать посещение университета с осени 2010 года, однако они отложили его на один год. Дилан первоначально планировал поступить на факультет изобразительного искусства, в то время как Коула интересовал факультет кино. Вместо этого, они оба поступили в Gallatin School of Individualized Study, которая позволяет студентам планировать свою собственную учебную программу. Коул уделял время гуманитарным наукам и археологии, в то время как Дилан сосредоточился на дизайне видеоигр. 

## Sprouse Bros
В 2005 году они зарегистрировали торговую марку «Sprouse Bros», под которой выпускается линия подростковой одежды, но в 2008 году она перестала действовать. По мотивам сериалов с их участием опубликована серия книг, а также серия детективных произведений «47 R.O.N.I.N», рассказывающих о приключениях двух братьев Тома и Митча.

## Фильмография
| Год         | Название фильма                         | Оригинальное название                   | Роль Дилана                 | Роль Коула                               | Примечание                                                |
| ----------- | --------------------------------------- | --------------------------------------- | --------------------------- | ---------------------------------------- | --------------------------------------------------------- |
| 2022        | Мое прекрасное несчастье                | Beautiful Disaster                      | Трэвис Маддокс              | -                                        | Главная роль                                              |
| 2020        | После. Глава 2                          | After We Collided                       | Тревор Мэттьюс              | -                                        | Главная роль                                              |
| 2019        | В метре друг от друга                   | Five Feet Apart                         | -                           | Уилл Ньюман                              | Главная роль                                              |
| 2017        | Ривердейл                               | Riverdale                               | -                           | Форсайт Пэнделтон «Джагхэд» Джонс Третий | Главная роль                                              |
| 2016        | Урок окончен                            | Dismissed                               | Лукас Уорд                  | -                                        | Главная роль                                              |
| 2012        | Как попало!                             | So Random!                              | играет себя                 | играет себя                              | «Коул и Дилан Спраус» (Первый сезон, эпизод 19)           |
| 2011        | Ханна Монтана                           | Hannah Montana                          | Зак Мартин                  | Коди Мартин                              | «Суеверная звезда» (Третий сезон, эпизод 20)              |
| 2011        | Зак и Коди: Всё тип-топ                 | The Suite Life                          | Зак Мартин                  | Коди Мартин                              | -                                                         |
| 2009        | Кунг-фу Магу                            | Kung Fu Magoo                           | Джастин Магу                | Брэд Лэндри                              | Озвучка                                                   |
| 2009        | Волшебники из Вэйверли Плэйс            | Wizards of Waverly Place                | Зак Мартин                  | Коди Мартин                              | «На борту» (Второй сезон, эпизод 25)                      |
| 2009        | Короли Эпплтауна                        | Adventures in Appletown                 | Уилл                        | Клайтон                                  | -                                                         |
| 2008 — 2011 | Всё тип-топ, или Жизнь на борту         | The suite life on deck                  | Зак Мартин                  | Коди Мартин                              | -                                                         |
| 2008        |                                         | Studio DC: Almost Live                  | играет себя / Зак Мартин    | играет себя / Коди Мартин                | -                                                         |
| 2008        | Как сказал Джим                         | According to Jim                        | играет себя / Зак Мартин    | играет себя / Коди Мартин                | «Я пью твой молочный коктейль» (Седьмой сезон, эпизод 13) |
| 2008        | Снежная пятерка                         | Snow Buddies                            | Шаста                       | -                                        | Озвучка                                                   |
| 2007        | Принц и нищий: Современная история      | The Prince and the Pauper: The Movie    | Том Кенти                   | Эдди Тюдор                               | -                                                         |
| 2006        | Новая школа императора                  | The Emperor’s New School                | Зам                         | Зим                                      | Озвучка                                                   |
| 2006 — 2008 | Disney Channel Games                    | Disney Channel Games                    | играет себя                 | играет себя                              | -                                                         |
| 2005 — 2008 | Всё тип-топ, или Жизнь Зака и Коди      | The Suite Life of Zack & Cody           | Зак Мартин                  | Коди Мартин                              | -                                                         |
| 2005        | Особо опасные                           | Piggy Banks                             | маленький Джон              | -                                        | -                                                         |
| 2004        | Цыпочки                                 | The Heart Is Deceitful Above All Things | Джеремайя                   | Джеремайя                                | -                                                         |
| 2003        |                                         | Apple Jack                              | Джек Пайн                   | Джек Пайн                                | -                                                         |
| 2003        | Удар, ещё удар                          | Just for Kicks                          | Дилан Мартин                | Коул Мартин                              | -                                                         |
| 2002        | Восемь безумных ночей                   | Eight Crazy Nights                      | K-B Toys Soldier            | K-B Toys Soldier                         | Озвучка                                                   |
| 2002        | Мастер перевоплощения                   | The Master of Disguise                  | маленький Фисташио Дисгайзи | маленький Фисташио Дисгайзи              | -                                                         |
| 2001        | Анатомия порока                         | Diary of a Sex Addict                   | Сэмми-младший               | Сэмми-младший                            | -                                                         |
| 2001        | Я видел, как мама целовала Санта Клауса | I Saw Mommy Kissing Santa Claus         | Джастин Карвер              | Джастин Карвер                           | -                                                         |
| 2001        | Комната кошмаров                        | The Nightmare Room                      | Бадди                       | Бадди                                    | «Scareful What You Wish For» (Первый сезон, эпизод 2)     |
| 2001        | Шоу 70-х                                | That '70s Show                          | Бобби                       | Билли                                    | «Eric’s Depression» (Четвертый сезон, эпизод 2)           |
| 2001        | Друзья                                  | Friends                                 | -                           | Бен Геллер                               | Семь эпизодов                                             |
| 1999        | Жена астронавта                         | The Astronaut’s Wife                    | Близнец                     | Близнец                                  | -                                                         |
| 1999        | Большой папа                            | Big Daddy                               | Джулиан                     | Джулиан                                  | -                                                         |
| 1993 — 1998 | Грейс в огне                            | Grace Under Fire                        | Патрик Келли                | Патрик Келли                             | -                                                         |
| 2020        | После Ссоры                             | After We Collided                       | Тревор                      | -                                        | Второстепенная роль                                       |